# Barbara Frale
Barbara Frale (Viterbo, 24 de febrero de 1970) es una paleógrafa italiana de los Archivos Secretos del Vaticano. Ha escrito libros sobre los templarios y tiene especial interés en la historia de la Sábana Santa de Turín. En septiembre de 2001, encontró una copia auténtica del pergamino Chinon.

## Trayectoria
Frale asistió a la Universidad de Tuscia-Viterbo y fue una de las primeras licenciadas en Conservación del Patrimonio Cultural en Italia. Su tesis en Historia medieval, que se basa en el examen de más de 7000 documentos notariales del siglo XIV, fue publicada por la editorial Vecchiarelli de Manziana (Orte 1303-1363. La città sul fiume, Manziana 1995), ganando el primer premio "Costantino Pavan", ciudad de San Donà di Piave, tanto en la sección "trabajos inéditos" como en su categoría de "tesis de grado". Después de su graduación, cooperó con el Museo Cívico de Viterbo y con la Oficina del Gobierno para el Patrimonio de Lazio. En 1996 obtuvo una especialización de posgrado en Paleografía, Diplomacia y Ciencias de Archivo en la Escuela de Archivos Secretos del Vaticano, y en 1998 obtuvo también la especialización en Paleografía griega. En el año 2000 obtuvo el Doctorado en "Historia de la Sociedad Europea" en la Universidad de Venecia Ca' Foscari. También en 2000 obtuvo una beca del Instituto Germánico Histórico en Roma (Deutsches Historisches Institut in Rom). Desde octubre de 2001 trabaja como paleógrafa en los archivos secretos del Vaticano.

## Obras y publicaciones
En 2001, publicó en la editorial científica Viella de Roma parte de los resultados de su tesis de doctorado, desarrollada a partir de los documentos del proceso contra los Templarios ( Lʼultima battaglia dei Templari. Dal codice ombra dʼobbedienza militare alla costruzione del processo per eresia ): su teoría es que en el acta de acusación presentada por el Rey de Francia Felipe IV el Hermoso, que se mostró en el proceso, había una serie de hechos reales adecuadamente distorsionados por la dirección para construir una acusación de herejía, el único tipo de delito para el que la orden de los templarios no tenía inmunidad total. El delito de los templarios, según el autor, no fue de herejía, sino practicar un ritual secreto de admisión como prueba de obediencia militar que contenía actos de vilipendio contra la religión. 
En 2002 publicó en la editorial Viella de Roma el ensayo Il Papato e il processo ai Templari. L'inedita assoluzione di Chinon alla luce della diplomatica pontificia, donde analiza y debate el contenido de un pergamino guardado en los Archivos Secretos del Vaticano y olvidado durante mucho tiempo por los historiadores, que se refiere a una investigación realizada por tres cardenales plenipotenciarios de El Papa Clemente V sobre el último Gran Maestro de los Templarios Jacques de Molay y otros miembros del Estado Mayor de la orden, que fueron encarcelados en el Castillo de Chinon por el rey Felipe el Hermoso. En consecuencia, al pedir los jefes de los templarios el perdón de la Iglesia, el Papa les otorgó la absolución. El estudio del pergamino de Chinon atrajo la atención de algunos historiadores internacionales.
Los resultados de esta investigación se mostraron en el ensayo de la editorial Il Mulino, I Templari, Bolonia 2004, que fue traducido al inglés, el francés, el español, el portugués, el polaco y el checo. El libro recibió una crítica positiva de Umberto Eco, quien llamó a la autora para elaborar un capítulo sobre los templarios dentro de la enciclopedia sobre la Edad Media, de la cual él es el editor. Algunas teorías apoyadas por Frale han sido bien recibidas por expertos en historia de los templarios, como por ejemplo Malcolm Barber, Alain Demurger, Franco Cardini y Simonetta Gerrini, alumna de Alain Demurger. 
El 25 de octubre de 2007, el Vaticano decidió publicar una valiosa reproducción de algunos de los documentos más importantes del proceso contra los templarios, incluyendo el famoso pergamino de Chinon, en la colección titulada "Exemplaria Praetiosa"; Frale escribió la introducción histórica a la edición de los documentos. 
En junio de 2009, Frale publicó, siempre con la editorial Il Mulino, otro ensayo dedicado a los Templarios, I Templari e la sindone di Cristo, donde valora algunos documentos sobre el misterioso objeto, que se utilizó durante el proceso como cargo contra la orden para acusar a la propia orden de idolatría, cuando en realidad se trataba de una imagen de Cristo muerto, de características similares a la Sábana Santa de Turín. 
En noviembre del mismo año, otro ensayo, La sindone di Gesù Nazareno, Il Mulino (Biblioteca histórica) dio la continuación al volumen mencionado anteriormente, donde Frale examina algunos presuntos bocetos de escritura descubiertos en el sudario en 1998 por un equipo de científicos franceses. expertos en análisis de marcas del Institut Superieur d'Optique d'Orsay - París; comparándolos con otros documentos e inscripciones antiguas, Frale argumenta que esos escritos tienen los caracteres de un documento funerario del siglo I a. un hecho que obviamente podría inducir a la gente a pensar que la mortaja de Turín podría ser auténtica. Este ensayo recibió el premio nacional "Torre di Castruccio" del año 2010, en la sección de Carta, y el Premio Cultural Nacional "Brava Barbara!" Promovido por la Asociación Cultural "Santa Barbara nel mondo" de Rieti. Se ha traducido al francés (Bayard, París 2010) y al inglés (editoriales de la casa Maveryck). En abril de 2010, Frale publicó para la Librería Editrice Vaticana, el ensayo histórico La Sindone e il ritratto di Cristo, y el 2 de mayo realizó el comentario histórico transmitido en vivo desde la catedral de Turín, vinculado a la Misa celebrada por el Papa Benedicto XVI con motivo de su peregrinación para ver la mortaja.

### Certificado de defunción de Jesús
En noviembre de 2009, Frale afirmó que había descubierto el certificado de entierro de "Jesús de Nazaret" en el Sudario de Turín, y que la fecha era coherente con los registros del Evangelio. Declaró que su reconstrucción del texto dice: 
"En el año 16 del reinado del emperador Tiberio Jesús el Nazareno, abatido a primera hora de la tarde después de haber sido condenado a muerte por un juez romano por haber sido declarado culpable por una autoridad hebrea, conforme a este documento es enviado a entierro con la obligación de ser entregado a su familia solo una vez pasado un año completo".
Dado que Tiberio se convirtió en emperador después de la muerte de Octavio Augusto en el año 14 d. C., el decimosexto año de su reinado estaría dentro de los años 30 a 31 d. C.
La metodología de Frale ha sido criticada, en parte en base a que los escritos están demasiado deteriorados para ser vistos.

## Reconocimientos
Su libro sobre los Templarios y la Sábana Santa de Turín recibió el Premio Nacional de Cultura “Foemina d'oro” de la Asociación Cultural “La vecchia Lizza” de Marina di Carrara del año 2009; en julio de 2010 se tradujo al portugués (Edições, Lisboa) y al inglés (Maverick House Publishers). 